# Beleg van Katsurao
Het Beleg van Katsurao was een slag tijdens de Japanse Sengoku-periode. Het beleg vond plaats in 1553 en was een van de stappen van Takeda Shingen om zijn macht in de provincie Shinano te vergroten. Shingen wist het fort te veroveren op Murakami Yoshikiyo, en zou in de daarop volgende vier maanden nog drie andere kleine forten veroveren in de regio, namelijk Wada, Takashima en Fukuda